# Бетчеман, Джон
Сэр Джон Бе́тчеман (англ. John Betjeman; 28 августа 1906 — 19 мая 1984) — британский поэт и писатель, один из основателей Викторианского Общества.

## Биография
Урожденный Бетчеманн (англ. Betjemann), он убрал из фамилии двойное «н» во время Первой мировой войны, чтобы не бросалось в глаза её немецкое происхождение. Учился в школе Хайгейт (англ. Highgate School), где среди его учителей был знаменитый поэт и драматург Т. С. Элиот. Учился в Магдален-колледже Оксфордского университета. После окончания университета недолго работал секретарём, школьным учителем и журналистом газеты Evening Standard. С 1930 по 1935 работал помощником редактора газеты «Архитектурное обозрение» (англ. Architectural Review). В 1933 году Бетчеман женился на Пенелопе Четвуд, дочери фельдмаршала Лорда Четвуда. У пары родилось двое детей: сын Пол (1937 г.р.) и дочь Кандида (1942 г.р.), ставшая впоследствии знаменитой писательницей. В 1939 году Бетчемана не взяли на фронт, но военную службу он проходил в частях Министерства Информации Великобритании. В 1941 году был назначен на пост пресс-атташе Великобритании в Дублине.
К 1948 году Бетчеман опубликовал более десятка книг, пять из которых были поэтические сборники. Сборник стихов 1958 года разошёлся тиражом 100 тыс. экземпляров. Популярность сборника подала идею британскому режиссёру Кену Расселлу снять о Бетчемане фильм.
Бетчеман был большим поклонником викторианской архитектуры. Его перу принадлежит несколько книг по данной тематике, в частности London’s Historic Railway Stations («История Лондонских железнодорожных станций», 1972). В 1969 году Бетчеман написал предисловие к книге «История архитектуры Лидса» Дерека Линструма. В 1951 году Бетчеман разошёлся со своей женой. В том же году он сошёлся с леди Элизабет Кавендиш (англ. Lady Elizabeth Cavendish), которая стала его спутницей до кончины. Последние 10 лет своей жизни Бетчеман страдал от Болезни Паркинсона. Он умер 19 мая 1984 года в своем доме в Корнуолле.

## Награды
- 1960 Королевская медаль за достижения в области поэзии (англ. Queen's Medal for Poetry)
- 1960 Командор Ордена Британской империи (CBE)
- 1968 Сподвижник литературы, почётное звание, присваиваемое Королевским литературным обществом
- 1969 Рыцарь-бакалавр
- 1972 Поэт-лауреат
- 1973 Медаль Альберта (Королевское общество искусств)
- 1973 Почётный член Американской академии искусства и литературы
- 2011 Почетный профессор Оксфордского университета[10]

## Поэтические сборники
- Mount Zion (1932)
- Continual Dew (1937)
- Old Lights For New Chancels (1940)
- New Bats In Old Belfries (1945)
- A Few Late Chrysanthemums (1954)
- Poems In The Porch (1954)
- Summoned By Bells (1960)
- High and Low (1966)
- A Nip In The Air (1974)